# Ivan Tsarévitx, l'Ocell de Foc i el Llop Gris

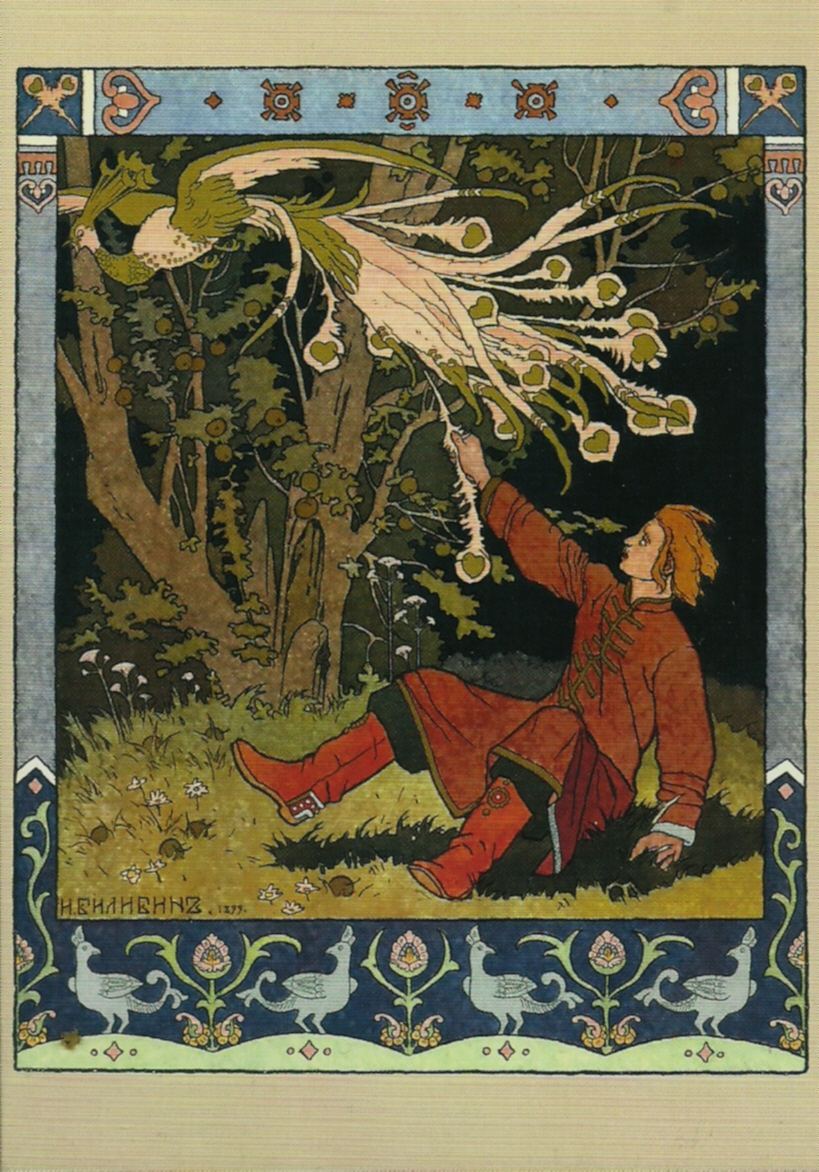
Ivan Tsarévitx agafant la ploma de l'Ocell de Foc, per Ivan Bilibin

Ivan Tsarévitx, l'Ocell de Foc i el Llop Gris és un conte de fades rus recopilat per Aleksandr Afanàssiev al Naródnie rússkie skazki del tipus 550 de la classificació Aarne-Thompson, la recerca de l'Ocell Daurat o l'Ocell de Foc. Altres contes d'aquest tipus són L'Ocell Daurat, La princesa grega i el jove jardiner, L'ocell Grip, Com Ian Direach aconseguí el Falcó Blau, i El Nunda, menjapersones.

## Sinopsi
La pomera d'un rei donava pomes d'or, però cada nit en robaven una. Els guàrdies informaren que era l'Ocell de Foc qui les havia robat. El rei va dir als seus dos fills més grans que el que atrapés l'ocell rebria la meitat del seu regne i en seria l'hereu. Van decidir jugar-se quin d'ells seria el primer, però al final van quedar-se adormits. Els fills grans van dir que l'ocell no havia vingut, però en canvi va tornar a robar una poma. Finalment Ivan Tsarévitx, el fill més petit, va demanar de provar-ho; el seu pare s'hi resistia a causa de la seva joventut però hi accedí. Ivan va romandre despert i en va agafar una ploma de la cua. L'Ocell de Foc no va tornar, però el rei desitjava l'ocell amb intensitat. Va dir que, de tota manera, qui atrapés l'ocell tindria la meitat del seu regne i en seria l'hereu.

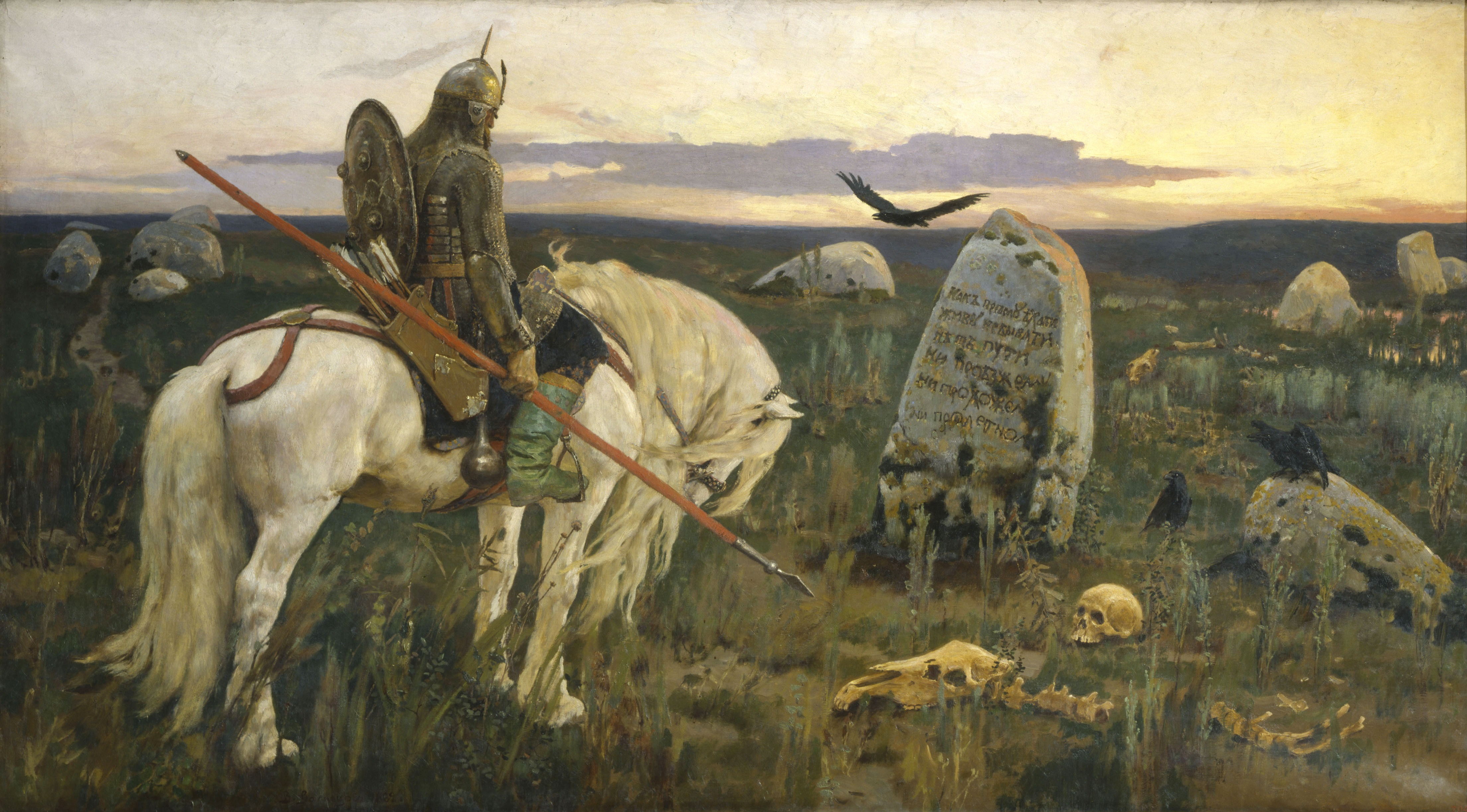
El cavaller a la cruïlla, de Víktor Vasnetsov

Els germans grans iniciaren el viatge. Van arribar a una cruïlla amb una pedra on hi deia: Qui agafi el primer camí coneixerà la fam i el fred; qui agafi el segon viurà, però el seu cavall morirà; i qui agafi el tercer morirà, però el seu cavall viurà. No van saber quin camí agafar, i van escollir una vida ociosa.

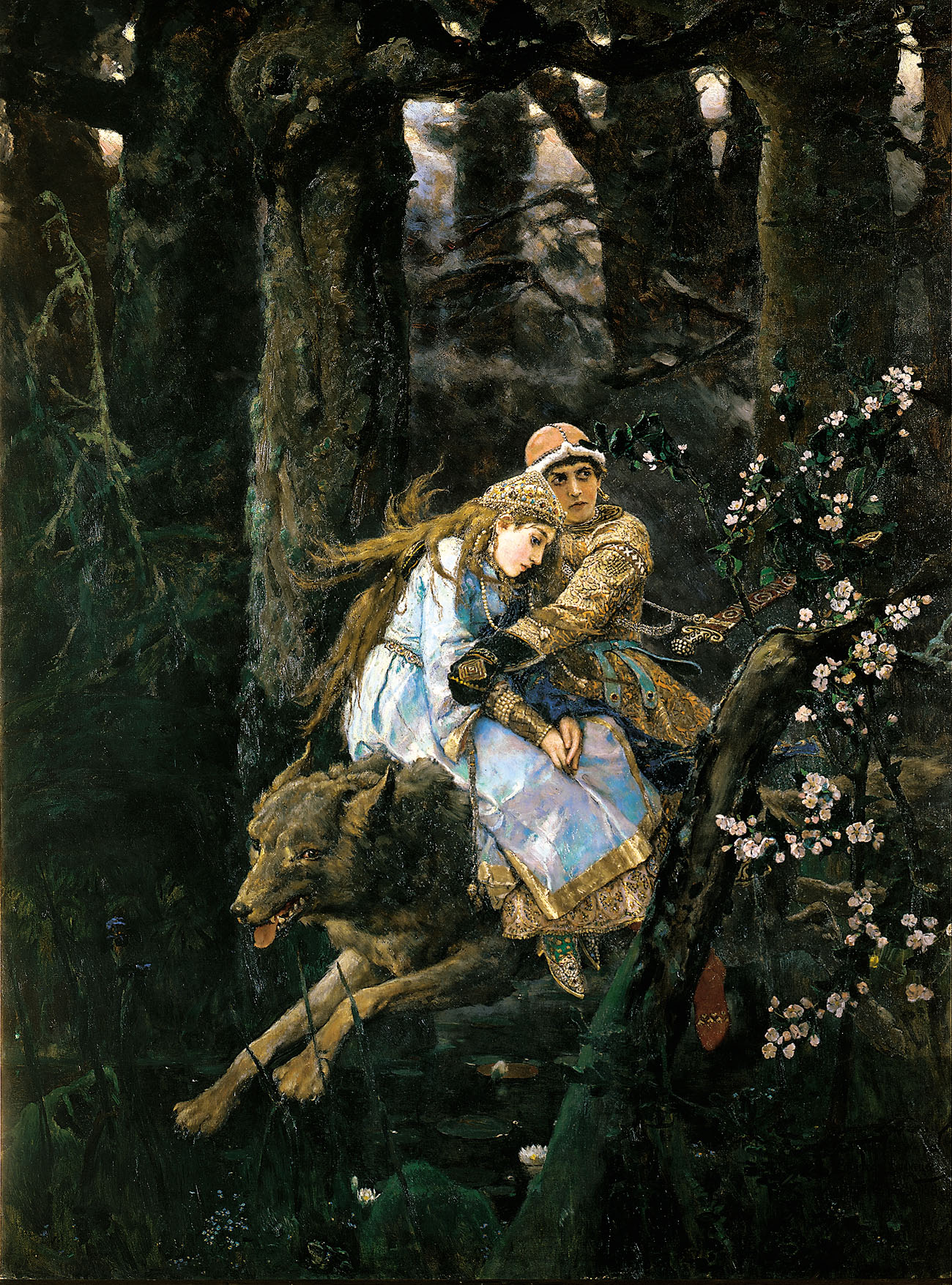
Ivan Tsarévitx cavalcant el Llop Gris, de Víktor Vasnetsov

Ivan va suplicar que l'hi deixés anar a ell, i al final el seu pare cedí. Agafà el segon camí, i el llop es menjà el seu cavall. Caminà fins a quedar esgotat, i el llop s'oferí a portar-lo. El va dur al jardí on era l'ocell i li va dir que l'agafés, però sense la gàbia d'or. El príncep hi va entrar, però pensà que era una llàstima no agafar la gàbia; en tocar-la sonaren les campanes, que van despertar tothom, i va ésser capturat. Va explicar la seva història, i el Primer Rei digué que hauria pogut tenir-lo si l'hagués demanat, però que només el perdonaria si li portava el Cavall de la Crinera Daurada.
Va anar a trobar el llop i admeté la seva desobediència. L'animal el portà al segon regne i als estables on podria aconseguir el cavall, i l'advertí que no toqués la brida daurada. La seva bellesa el temptà i la va tocar, i sonaren instruments de vent. Va ésser capturat, i el Segon Rei li digué que si li ho hagués dit de paraula li hauria donat el cavall, però que només el perdonaria si li portava Elena la Bella, ja que volia fer-la la seva muller.
Ivan tornà amb el llop, li ho va explicar tot i aquest el va dur fins al castell d'Elena. El llop la va espantar, però Ivan va poder calmar les seves pors. El xicot la va portar al Segon Rei, però es posà a plorar perquè s'havien enamorat. El llop prengué la forma de la princesa i així Ivan el bescanvià pel Cavall amb la Crinera Daurada. Ivan i Elena fugiren a cavall. El llop s'escapà del rei. Se'n va anar a trobar Ivan i Elena, i Elena cavalcà el cavall i Ivan el llop. Ivan li demanà al llop de convertir-se en cavall i permetre-li bescanviar-lo per l'Ocell de Foc, i així conservar també el cavall. El llop hi accedí, es va fer el canvi i Ivan tornà al seu propi regne amb Elena, el cavall i l'Ocell de Foc.
El llop digué que el seu servei era acabat quan tornaren al lloc on s'havia menjat el cavall d'Ivan. Ivan desmuntà i va lamentar la seva partença. Després es va adormir. Els germans grans van trobar-lo, el mataren, esquinçaren el seu cos a trossos i digueren a Elena que la matarien si no deia que ells havien aconseguit el cavall, l'Ocell de Foc i a ella mateixa. La portaren al seu pare, i el segon fill obtingué el regne i el més gran es casaria amb Elena.
El Llop Gris trobà les restes del cos d'Ivan i atrapà dos corbs joves que se l'havien menjat. La mare dels corbs suplicà perdó per ells, i el llop l'envià a cercar l'aigua de la mort, que restaurà el cos d'Ivan, i l'aigua de vida, que li donà nova vida. El llop portà el xicot al casament, a temps d'aturar-lo; els germans grans van acabar com a servents del llop o, segons altres fonts, els va matar, però Ivan es casà amb Elena i visqueren feliços.